# ساختمان ۶۳
ساختمان ۶۳ (به انگلیسی: 63 Building) آسمان‌خراش ۶۳ طبقه به ارتفاع ۲۵۰ متر، با کاربری اداری-تجاری است، که در شهر سئول، کره جنوبی مستقر می‌باشد. پروژه ساخت این ساختمان در سال ۱۹۸۲ آغاز شد و در سال ۱۹۸۵ تکمیل و افتتاح گردید. دفتر مرکزی بانک صنعتی کره در ساختمان ۶۳ قرار دارد. این ساختمان پیش از برگزاری شصت و سومین بازی‌های المپیک تابستانی ۱۹۸۸ کره ساخته شد و دلیل این نامگذاری نیز همین می‌باشد.

## نگارخانه

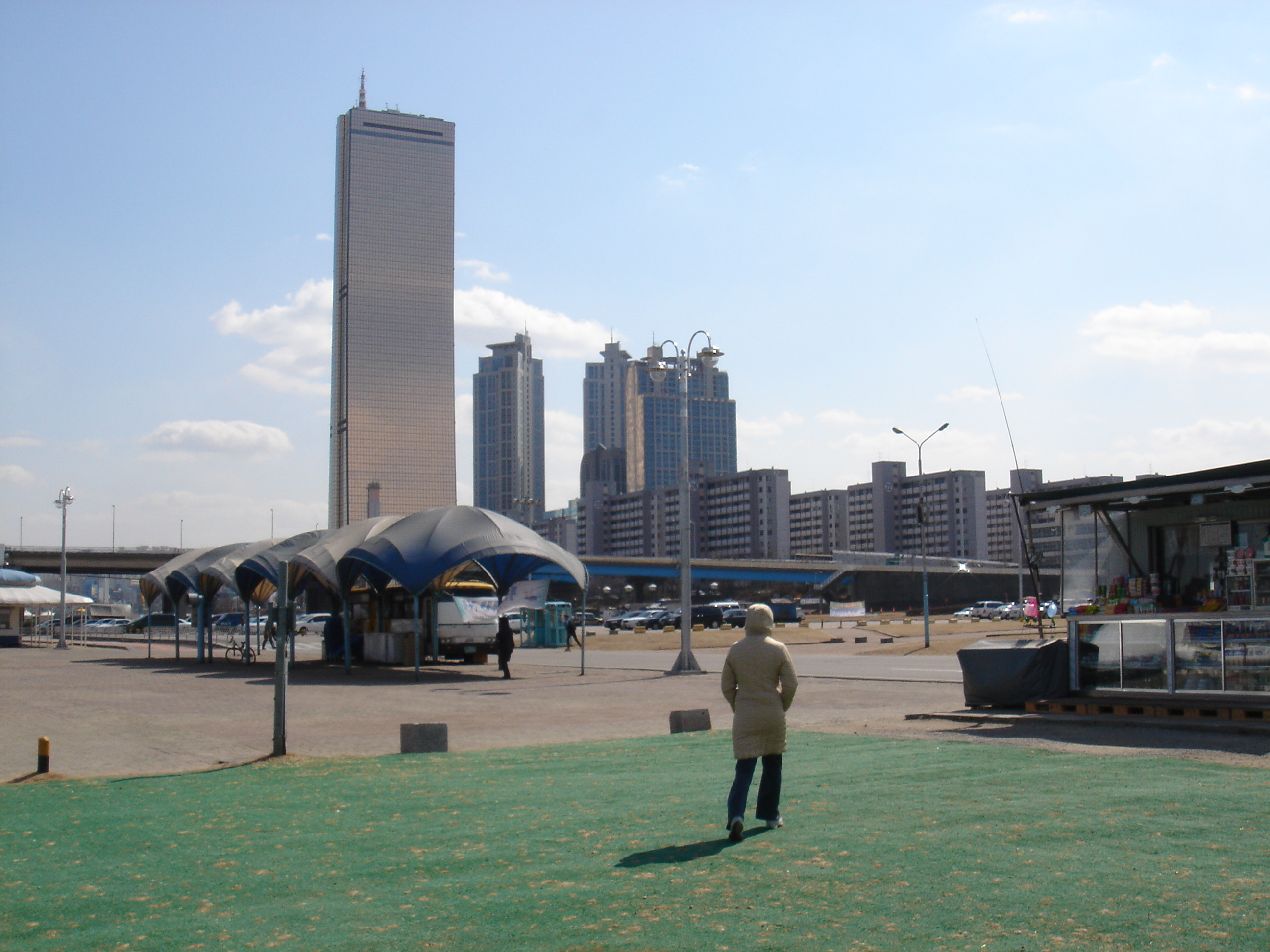
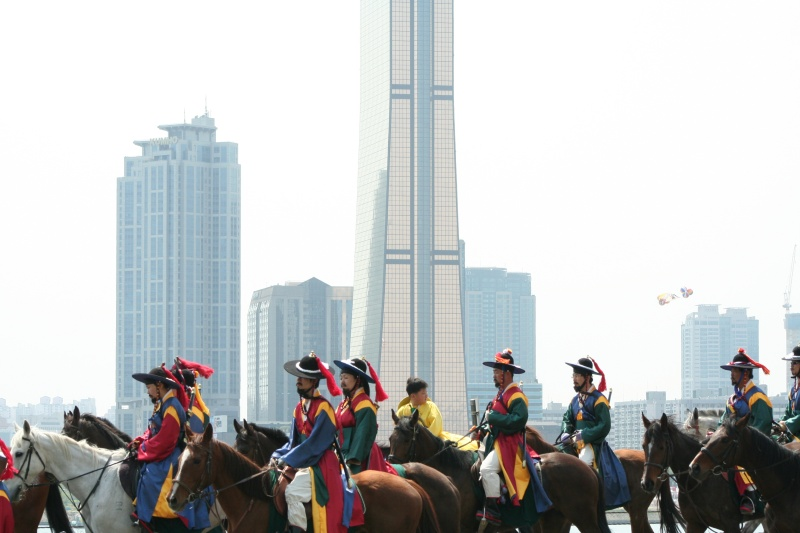
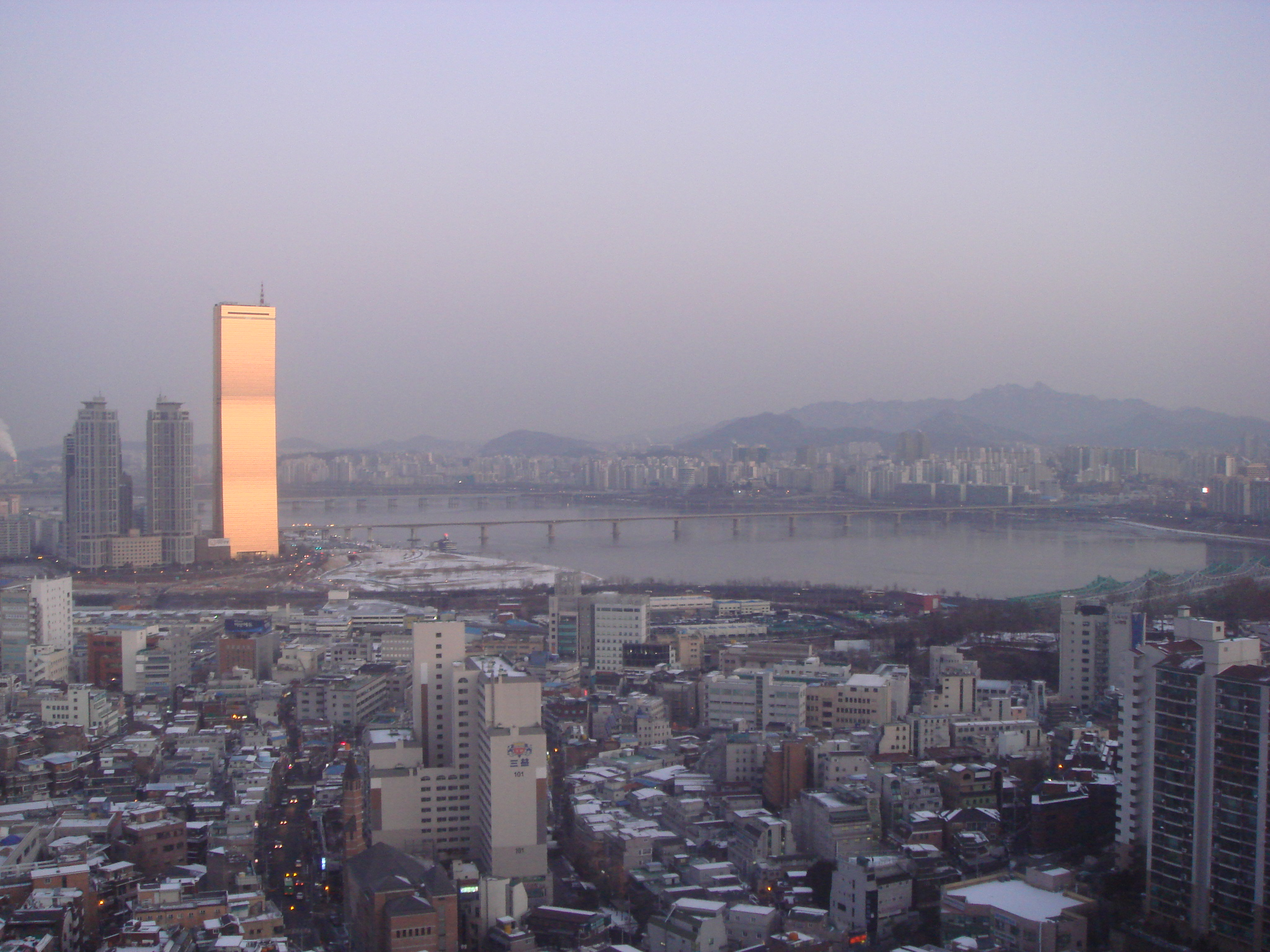
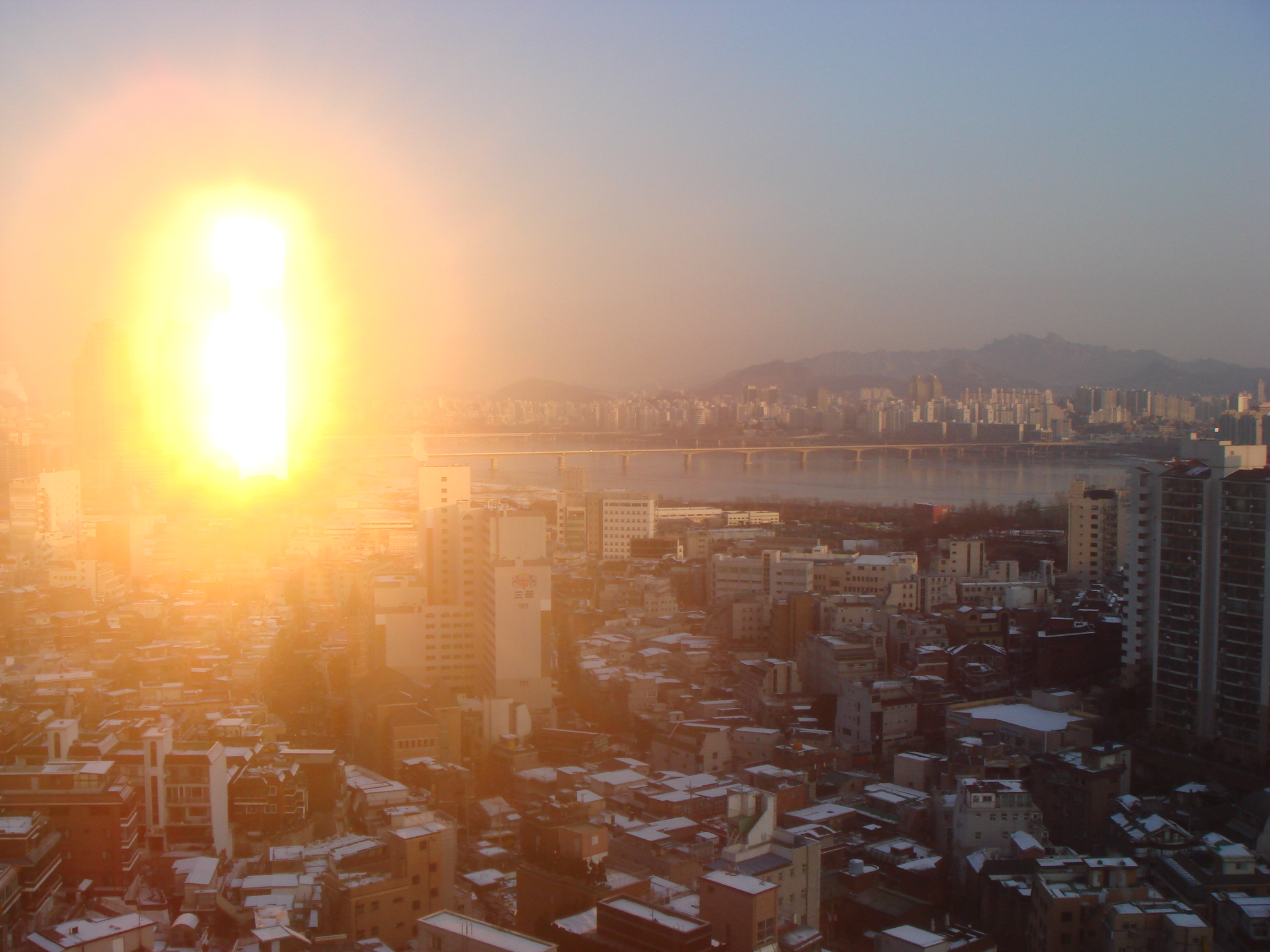